# Rhino Hi-Five: Ratt
Rhino Hi-Five: Ratt è un EP/raccolta dei Ratt pubblicato il 22 novembre 2005 per l'etichetta discografica Rhino/Atlantic Records.

## Tracce
1. Round and Round
2. Wanted Man
3. Lay It Down
4. You're in Love
5. Way Cool Jr.

## Formazione
- Stephen Pearcy - voce
- Warren DeMartini - chitarra
- Robbin Crosby - chitarra
- Juan Croucier - basso
- Bobby Blotzer - batteria